# Biserica „Adormirea Maicii Domnului” din Talmaza
Biserica „Adormirea Maicii Domnului” este o biserică amplasată în Talmaza, raionul Ștefan Vodă, Republica Moldova. Este un monument arhitectural de importanță națională inclus în Registrul monumentelor Republicii Moldova ocrotite de stat cu nr. 338 (raionul Ștefan Vodă). Datează din 1875.